# Tetrorchidium popayanense
Tetrorchidium popayanense är en törelväxtart som beskrevs av Léon Camille Marius Croizat. Tetrorchidium popayanense ingår i släktet Tetrorchidium och familjen törelväxter. Inga underarter finns listade i Catalogue of Life.